# Onenses
Onenses is een geslacht van vlinders van de familie dikkopjes (Hesperiidae), uit de onderfamilie Pyrginae.

## Soorten
- O. hyalophora (Felder, 1869)
- O. kelso Evans, 1953